# 斯捷波克 (安德魯紹夫卡區)
50°6′42″N 29°6′37″E / 50.11167°N 29.11028°E
斯泰波克（烏克蘭語：Степок），是烏克蘭北部的村莊，隸屬日托米爾州的日托米爾區。該村始建於1741年，面積19平方公里，海拔高度223米，2001年人口678，人口密度每平方公里35.68人。